# The City Hall
The City Hall (en hangul, 시티홀) es una serie de televisión surcoreana de comedia romántica emitida durante 2009 que gira en torno a un empleada gubernamental de bajo rango que se convierte en la alcaldesa más joven de la ficticia localidad de Inju, mientras mantiene un romance con un ambicioso y cínico vicealcalde.
Es protagonizada por Kim Sun Ah y Cha Seung-won, este último, de regreso a la televisión luego de seis años de ausencia. Fue transmitida por Seoul Broadcasting System desde el 29 de abril hasta el 2 de mayo de 2009, con una extensión de 20 episodios emitidos cada miércoles y jueves a las 21:55 (KST).

## Argumento
Durante los últimos siete años, Shin Mi Rae (Kim Sun Ah) ha sido una servidora público de menor rango que trabajaba en el Ayuntamiento de Inju. Su función principal es servir café a los funcionarios públicos de alto rango. Mi Rae tiene una gran cantidad de deudas de tarjetas de crédito y decide entra en un concurso de belleza para ganar el primer premio de ₩ 20 millones. Pero cuando el dinero del premio termina en el bolsillo del corrupto alcalde, Mi Rae decide manifestarse sola frente al ayuntamiento.
Después de una serie de altos y bajos, Mi Rae obtiene el dinero, como su premio, pero no tiene más remedio que renunciar a su puesto de trabajo. Cuando la situación se filtra a la prensa, el alcalde dimite a su cargo. El trabajo del alcalde está en juego y Mi Rae queda nominado como candidato a la alcaldía. Con el apoyo de sus seguidores y el respaldo del poderoso Jo Gook (Cha Seung-won), ella es elegida como la alcaldesa más joven de Inju.
Sin antecedentes políticos, pero llena del deseo de trabajar realmente por sus electores, Mi Rae comienza a reformar la cultura burocrática de la administración del ayuntamiento. Pero en el proceso se enfrenta con el frío Jo Gook, quien tiene como motivo instalar las ambiciones presidenciales de ella como propias.

## Reparto

### Personajes principales
- Kim Sun Ah como Shin Mi Rae.
  - Yoon Chae Rin como Shin Mi Rae (niña).
- Cha Seung-won como Jo Gook.
  - Chae Geon como Jo Gook (niño).
- Chu Sang Mi como Min Joo Hwa.
- Lee Hyung Chul como Lee Jung Do.
- Yoon Se Ah como Go Go Hae.

### Personajes secundarios
- Lee Joon Hyuk como Ha Soo In.[5]
- Jung Soo Young como Jung Boo Mi.
- Park Joo Ah como Yoo Kwon Ja
- Choi Il Hwa como BB.
- Cha Hwa Yeon como Jo Yong Hee.
- Kim Jin Sang como Jo Rang.
- Choi Sang Hoon como So Yoo Han.
- Yeom Dong Hwan como Alcalde Go Boo Shil
- Park Tae Kyung como Boo Jung Han.
- Kwon Da Hyun como Bong Sun Hwa.
- Kang Joo Hyung como Mang Hae Ra.
- Yang Jae Sung como Kang Tae Gong.
- Kim Dong Gun como Park Ah Cheom.
- Shin Jung-geun como Director Ji.[6]
- Choi Dae Sung como Eraser.
- Kim Ah Rang como Run Honey.
- Kim Neul Mae como Rooftop Cat.
- Moon Hee Soo como Jessica Alba.
- Kim Gun como Yang.
- Min Joon Hyun como Reportero Lee Jik Pil.
- Lim Dae Il como Director Moon.
- Ryu Sung Han como Director Byun.
- Lee Jae Goo como Ye San.
- Kim Dong Kyun.
- Nam Hyun Joo.
- Kim Sung-oh como un paparazzi.

## Recepción

### Audiencia
En azul la audiencia más baja y en rojo la más alta, correspondientes a las empresas medidoras TNms y AGB Nielsen.
| Ep. # | Fecha de estreno    | Share        | Share        | Share       | Share       |
| Ep. # | Fecha de estreno    | TNmS Ratings | TNmS Ratings | AGB Nielsen | AGB Nielsen |
| Ep. # | Fecha de estreno    | Nacional     | Seúl         | Nacional    | Seúl        |
| ----- | ------------------- | ------------ | ------------ | ----------- | ----------- |
| 1     | 29 de abril de 2009 | 13.9 %       | 14.9 %       | 13.8 %      | 14.7 %      |
| 2     | 30 de abril de 2009 | 14.6 %       | 16.0 %       | 14.5 %      | 15.6 %      |
| 3     | 6 de mayo de 2009   | 15.3 %       | 16.3 %       | 14.9 %      | 15.7 %      |
| 4     | 7 de mayo de 2009   | 16.7 %       | 17.8 %       | 16.4 %      | 17.7 %      |
| 5     | 13 de mayo de 2009  | 14.6 %       | 15.4 %       | 15.1 %      | 16.6 %      |
| 6     | 14 de mayo de 2009  | 16.4 %       | 17.2 %       | 15.8 %      | 16.3 %      |
| 7     | 20 de mayo de 2009  | 15.3 %       | 16.6 %       | 15.2 %      | 16.3 %      |
| 8     | 21 de mayo de 2009  | 17.8 %       | 18.3 %       | 17.0 %      | 17.9 %      |
| 9     | 27 de mayo de 2009  | 15.5 %       | 15.8 %       | 15.2 %      | 16.1 %      |
| 10    | 28 de mayo de 2009  | 16.9 %       | 17.8 %       | 15.3 %      | 16.1 %      |
| 11    | 3 de junio de 2009  | 16.7 %       | 17.4 %       | 16.1 %      | 17.4 %      |
| 12    | 4 de junio de 2009  | 16.8 %       | 17.6 %       | 15.8 %      | 17.0 %      |
| 13    | 10 de junio de 2009 | 17.0 %       | 17.1 %       | 17.3 %      | 19.2 %      |
| 14    | 11 de junio de 2009 | 16.4 %       | 17.7 %       | 16.4 %      | 17.7 %      |
| 15    | 17 de junio de 2009 | 16.7 %       | 17.8 %       | 15.6 %      | 16.5 %      |
| 16    | 18 de junio de 2009 | 17.4 %       | 18.9 %       | 15.5 %      | 17.0 %      |
| 17    | 24 de junio de 2009 | 18.0 %       | 19.4 %       | 16.4 %      | 17.7 %      |
| 18    | 25 de junio de 2009 | 18.3 %       | 20.0 %       | 16.7 %      | 17.0 %      |
| 19    | 1 de julio de 2009  | 17.6 %       | 18.8 %       | 16.5 %      | 17.3 %      |
| 20    | 2 de julio de 2009  | 19.6 %       | 20.8 %       | 18.7 %      | 18.9 %      |

## Emisión internacional
- Hong Kong: Entertainment Channel (2009; 2012) y HD Jade (2010; 2012).
- Japón: KNTV (2009), So-net (2010) y BS-Japan (2011).
- Taiwán: EBC (2010).
- Vietnam: HTV3.